# Morti nel 1991/Senza giorno specificato
| Questa pagina contiene informazioni ricavate automaticamente dalle voci biografiche con l'ausilio del template Bio e di un bot. L'aggiornamento è periodico e automatico e ricostruisce completamente la pagina. Se manca una persona in questa lista, sei pregato di non aggiungerla, ma accertati piuttosto che la sua voce biografica contenga il template Bio e che i dati anagrafici siano correttamente compilati. Se il template Bio manca, inseriscilo tu stesso o, in alternativa, metti l'avviso {{tmp\|Bio}} che ne segnala la mancanza. Se i dati riportati sono sbagliati, correggi direttamente la voce biografica; le modifiche saranno visibili in questa lista entro pochi giorni. Per chiarimenti vedi il progetto biografie. La lista contiene solo le 69 persone che sono citate nell'enciclopedia e per le quali è stato implementato correttamente il template Bio. Pagina aggiornata al 3 mar 2024. |

- Adolfo Agosti, calciatore italiano (n. 1912)
- Yoshiaki Banno, astronomo giapponese (n. 1952)
- John Bartha, attore ungherese (n. 1920)
- Fabrizio Bartolini, calciatore italiano (n. 1924)
- Irene Bayer-Hecht, fotografa statunitense (n. 1898)
- Vinicio Berti, pittore e illustratore italiano (n. 1921)
- Irving Bieber, psicoanalista statunitense (n. 1909)
- Luigi Calistri, organista italiano (n. 1921)
- Giacomo Caputo, archeologo italiano (n. 1901)
- Francesco Casartelli, calciatore e allenatore di calcio italiano (n. 1899)
- Chan Hon Chung, artista marziale cinese (n. 1909)
- Nino Chiovini, partigiano, scrittore e storico italiano (n. 1923)
- Giuseppe Colasanto, politico italiano (n. 1918)
- Giulio Da Milano, grafico e pittore italiano (n. 1895)
- Vito De Taranto, attore e basso italiano (n. 1913)
- Gioan Battista Dell'Acqua, medico italiano (n. 1901)
- Antonio Desole, cantante italiano (n. 1898)
- Alessandro Duval, ufficiale e aviatore italiano (n. 1915)
- Karel Feller, calciatore cecoslovacco (n. 1898)
- Hedley Herbert Finlayson, naturalista australiano (n. 1895)
- Alfredo Fogel, calciatore argentino (n. 1919)
- Giuseppe Franchino, politico italiano (n. 1910)
- Gianni Gambi, pianista e clavicembalista italiano (n. 1955)
- Vincenzo Giardini, politico e partigiano italiano (n. 1907)
- Francesco Giordani, fotografo italiano (n. 1908)
- Werner H. Greub, matematico svizzero (n. 1925)
- Halvar Hermanson, compositore di scacchi svedese (n. 1905)
- Kees Hoving, nuotatore olandese (n. 1919)
- Wsiewołod Jakimiuk, ingegnere ucraino (n. 1902)
- Guido Jarach, banchiere e dirigente d'azienda italiano (n. 1905)
- Allan Karlsson, fondista svedese (n. 1911)
- Babera Kirata, politico gilbertese (n. 1938)
- Valentin Kitaev, pallavolista sovietico (n. 1918)
- Arthur Knight, critico cinematografico e saggista statunitense (n. 1916)
- Manfred R. Köhler, regista, sceneggiatore e direttore del doppiaggio tedesco (n. 1927)
- Osvaldo Landoni, calciatore argentino (n. 1914)
- Ermanno Latella, calciatore e allenatore di calcio italiano (n. 1908)
- Gheorghe Lichiardopol, tiratore a segno rumeno (n. 1913)
- Werner Lohrer, hockeista su ghiaccio svizzero (n. 1917)
- Marne Maitland, attore indiano (n. 1914)
- Piero Messeri, paleontologo, antropologo e medico italiano (n. 1916)
- Frederick Milton, nuotatore e pallanuotista britannico (n. 1906)
- Susan Noel, tennista britannica (n. 1912)
- Park Myung-sik, serial killer nordcoreano (n. 1951)
- William Peart, calciatore inglese (n. 1904)
- Giuseppe Pellegrini, regista e sceneggiatore italiano (n. 1925)
- Luigi Piloni, scrittore italiano (n. 1907)
- Emanoil Răducanu, cestista romeno (n. 1929)
- Chaudhry Ghulam Rasool, hockeista su prato pakistano (n. 1931)
- Oscar Rauch, calciatore svizzero (n. 1907)
- Olguiz Rodríguez, allenatore di pallacanestro uruguaiano (n. 1918)
- Henryk Ross, fotografo polacco (n. 1910)
- Enrique Rubio, calciatore spagnolo (n. 1915)
- Ferdinando Santagostino, calciatore italiano (n. 1909)
- Ken Scott, stilista statunitense (n. 1919)
- Igor' Alekseevič Šešukov, regista sovietico (n. 1942)
- Oreste Tarditi, pittore italiano (n. 1908)
- Miro Tremolada, calciatore italiano (n. 1919)
- Emilio Tricerri, dirigente sportivo italiano (n. 1913)
- Piero Trombetta, musicista e attore italiano (n. 1914)
- Alceo Valcini, giornalista italiano (n. 1909)
- Rito Valla, scultore italiano (n. 1911)
- Tommaso Valmarana, nobile italiano (n. 1909)
- Venturino Ventura, architetto italiano (n. 1910)
- Matvej Izrailevič Volodarskij, regista sovietico (n. 1908)
- Corinne Michelle West, pittrice statunitense (n. 1908)
- Giacomo Zaccaria, storico italiano (n. 1904)
- Robert Van Zeebroeck, pattinatore artistico su ghiaccio belga (n. 1909)
- Alberto Zilocchi, pittore italiano (n. 1931)